# بیمارستان عمومی الگنی
بیمارستان عمومی الگنی (به انگلیسی: Allegheny General Hospital) بیمارستانی در شهر پیتسبورگ ایالات متحده آمریکا است که در ۴ دسامبر ۱۸۸۲ میلادی ساخته شد و دارای ۷۲۴ تخت است.